# Robert Allen (Politiker, 1794)
Robert Allen (* 30. Juli 1794 in Woodstock, Virginia; † 30. Dezember 1859 im Bedford County, Virginia) war ein US-amerikanischer Politiker. Zwischen 1827 und 1833 vertrat er den Bundesstaat Virginia im US-Repräsentantenhaus.

## Werdegang
Robert Allen, der Bruder des Kongressabgeordneten John James Allen (1797–1871), besuchte die öffentlichen Schulen seiner Heimat und danach bis 1812 das Dickinson College in Carlisle (Pennsylvania). Daran schloss sich bis 1815 ein Studium am Washington College in Lexington an, der späteren Washington and Lee University. Danach betätigte er sich im Shenandoah County in der Landwirtschaft. Er war Sklavenhalter.
Nach einem Jurastudium und seiner Zulassung als Rechtsanwalt begann er in Woodstock in diesem Beruf zu arbeiten. Außerdem war er für einige Zeit Bezirksstaatsanwalt im Shenandoah County. In den 1820er Jahren schloss er sich der Bewegung um den späteren Präsidenten Andrew Jackson an und wurde Mitglied der von diesem 1828 gegründeten Demokratischen Partei. Zwischen 1821 und 1826 saß er im Senat von Virginia.
Bei den Kongresswahlen des Jahres 1826 wurde Allen im 17. Wahlbezirk von Virginia in das US-Repräsentantenhaus in Washington, D.C. gewählt, wo er am 4. März 1827 die Nachfolge von Alfred H. Powell antrat. Nach zwei Wiederwahlen konnte er bis zum 3. März 1833 drei Legislaturperioden im Kongress absolvieren. Seit dem Amtsantritt von Präsident Jackson im Jahr 1829 wurde innerhalb und außerhalb des Kongresses heftig über dessen Politik diskutiert. Dabei ging es um die umstrittene Durchsetzung des Indian Removal Act, den Konflikt mit dem Staat South Carolina, der in der Nullifikationskrise gipfelte, und die Bankenpolitik des Präsidenten. Von 1831 bis 1833 leitete Allen das Committee on Accounts.
Nach dem Ende seiner Zeit im US-Repräsentantenhaus zog Robert Allen in das Bedford County, wo er wieder in der Landwirtschaft tätig wurde. Dort ist er am 30. Dezember 1859 verstorben.